# 台湾省専売局台北分局
台湾省専売局台北分局（たいわんしょうせんばいきょくたいぺいぶんきょく）は、3階建ての建物であり、元日本統治時代には台湾総督府専売局台北支局であり、国民政府に接収された後に改称された。当時は台北地区の樟脳、酒、タバコなどの専売業務を行っていた。
二二八事件後も台北分局は台北地区の専売事業を監督し、1966年に中山北路に移転するまでその業務に当該地での業務を継続していた。

## 暴動

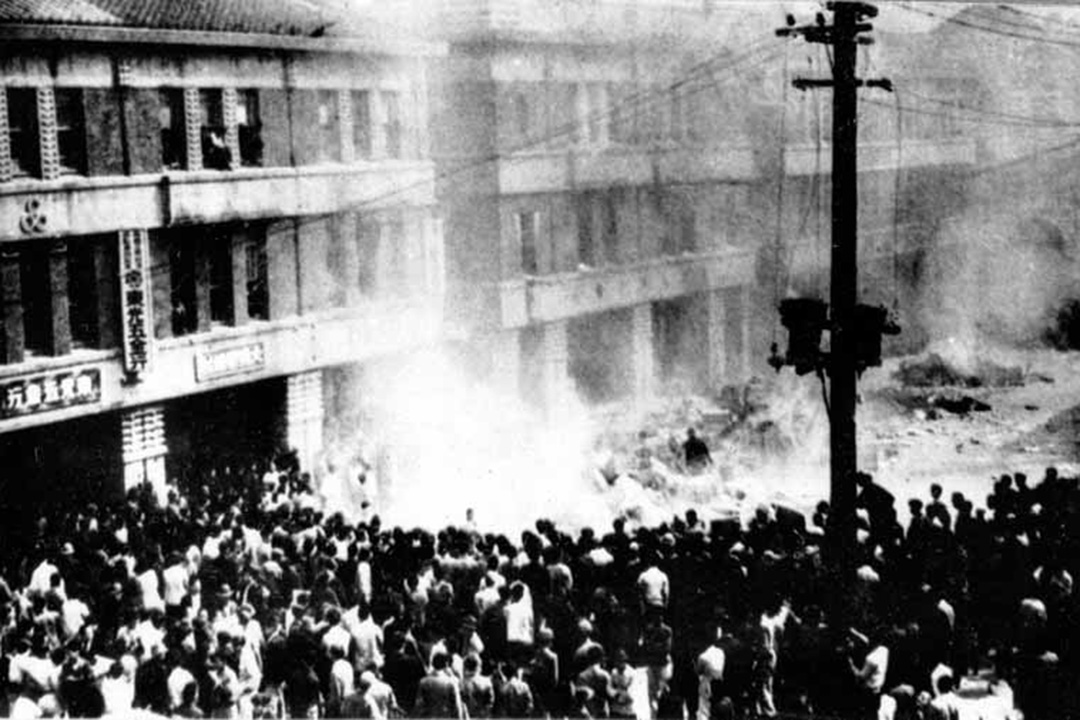
1947年2月28日の分局前の様子

1947年2月27日、分局の外省人職員の傅学通、葉得根、盛鉄夫、鐘延洲、趙子健、劉超の6名と本省人警官4名が台北市大稲埕一体での闇タバコ取締りを行っていた。その南京西路の天馬茶房（現在の延平北路附近）で林江邁による闇タバコ販売を摘発、林江邁の所有していた闇タバコ及び金銭を没収した。林江邁は寡婦である上に2児を抱えており、没収を免れようと捜査員に再三にわたりその返還を要求したが捜査員の受け入れるところではなかった。その間に多くの群集が現場に集まり、また捜査員と林江邁の間で言語が通じないこともあり、林江邁は捜査員により頭部を銃撃された。
市民が銃撃されるのを目撃した群集は激怒、捜査員を包囲した。傅学通は威嚇発砲してこれに対応したが、発砲した銃弾が自宅下でこの様子を見ていた陳文渓に命中、即死させてしまった。この事態に民衆は警察署を包囲し事件関係者の処罰を求めたが満足な回答を得ることができなかった。翌2月28日、台北市内では労働者や商店のストライキが発生、多くの市民が専売局台北分局に集まり抗議活動を行った。
専売局では不測の事態に備えて多数の警官を配置し警備になっていたがやがて両者は衝突、二二八事件が発生することとなった。

## 現在
現在は1986年に彰化銀行の支店がここに移転し、現在でも台北分行として使用されている。2016年に改築構想が浮上している。